# Korakou
Korakou (en grec Kopákov) est un site archéologique de Grèce situé près de Corinthe. Il a donné son nom à une période de l'âge du bronze, correspondant dans la chronologie de la région à l’Helladique ancien IIA, qui a duré d'environ 2650 à environ 2200 av. J.-C..

## La culture de Korakou
Dans la chronologie helladique, elle a été précédée par la culture Eutresis de v. 3200 à env. 2650 av. J.-C. (également appelé Helladique ancien I) et suivie par la culture de Tirynthe (2200–2000 av. J.-C.) ou Helladique ancien III. Dans certaines parties de la Grèce, une culture Lefkandí, ou Helladique ancien IIB, suit la culture Korakou ; ailleurs, elle passe directement dans la culture Tirynthe.
Des vestiges de la culture ont été largement fouillés dans le sud et le centre de la Grèce continentale, dans le Péloponnèse, l'Attique, l'Eubée, la Béotie, la Phocide et la Locride. Des exemples de poterie Korakou ont été trouvés encore plus largement, jusqu'à Knossos en Crète, Lefkas à l'ouest en Thessalie ou encore Ios et Keos dans les Cyclades.
De nombreux sites côtiers ont été fortifiés, et dans plusieurs régions la période se termine par une destruction par incendie ; certaines sites sont réoccupées par la culture de Tirynthe, tandis que beaucoup restent inoccupées jusqu'à la période mycénienne.
Les termes de noms de lieux pour toutes ces cultures ont été proposés par Colin Renfrew en 1972 en remplacement des périodisations « Helladique ancien » mais les deux terminologies sont restés en usage.
La Maison des Tuiles (en) de Lerne dans le Péloponnèse était une structure inhabituellement grande, d'environ 25 x 12 mètres, et est le plus connu des vestiges architecturaux de la culture de Korakou. Elle a été construite en brique crue sur un socle en pierre, avec beaucoup de bois et d'argile pour les sols et comme stuc pour les murs.
Le rez-de-chaussée avait deux halls, deux pièces plus petites et des couloirs de chaque côté, avec des bancs à l'extérieur. Le toit était couvert de tuiles en terre cuite, avec du schiste cristallin le long des avant-toits. Comme de nombreux bâtiments de la culture, il semble avoir été détruit par un incendie à la fin de la période, peut-être avant qu'il ne soit terminé. La formation d'un tumulus a permis sa conservation,.
La Maison des Tuiles fait partie d'un groupe de grands bâtiments fortifiés dont la fonction a été longuement discutée. Leurs plans similaires sont désormais regroupés sous le terme de maison couloir ou corridor house car les séries de grandes pièces (hall) sont reliées par des couloirs. Ils ont généralement deux étages reliés par un escalier intérieur. On ne sait toujours pas s'il s'agissait des résidences d'un chef local ou d'une sorte de bien communautaire, peut-être utilisé pour stocker des produits.
La période a vu une forte augmentation de l'utilisation du métal, survivant principalement dans de petits objets provenant de tombes. Ceux-ci sont en cuivre et en bronze, avec des poignards et des pincettes communs, et les bijoux comprennent des pièces en or. Il y a quelques vases d'or et d'argent.
De nombreux tessons de poterie cassés ont survécu, qui ont été divisés en deux types de marchandises « fines », principalement avec une barbotine, souvent brunie, et certains avec une décoration peinte. Il existe également des marchandises grossières plus simples, certaines avec une simple décoration imprimée. Il existe également des figures animales en terre cuite, certaines avec le ventre fendu. Des sceaux ont été trouvés dans la pierre, le plomb et la terre cuite. Certaines urnes et foyers pithos en argile ont été décorés grâce à l’utilisation de sceaux cylindriques.
Il n'y a pas de type standard d'inhumation à travers la culture, les fouilles révélant jusqu'à présent un certain nombre de types, variant selon l'emplacement. Des sépultures dans des fosses, des cistes et des urnes pithos ont été découverts, ainsi que des restes d'incinération, des sépultures de groupe et des sépultures secondaires où les restes ont été placés à leur emplacement final quelque temps après la mort,.